# Viktor Aimé Huber

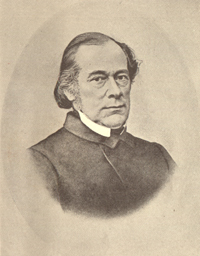
Victor Huber

Viktor Aimé Huber (Stuttgart, 10 de marzo de 1800-Wernigerode, 19 de julio de 1869) fue un escritor, hispanófilo, historiador de la literatura y reformador social alemán, uno de los introductores en Alemania del cooperativismo.

## Biografía
La revolución de 1848 terminó de desengañarlo de sus iniciales principios constitucionalistas, y ayudó a fundar el Partido Conservador de Prusia, pero la falta de inquietudes sociales de sus miembros le llevó a abandonar el partido en 1851, además de la enseñanza, y se fue a vivir al Harz, en Wernigerode. Pero seguía imbuido de evangélicas preocupaciones sociales, nacidas de su visita a la industrial Liverpool en 1844, e ideó lo que llamaba Innere Mission / Misión interior: construir casas baratas para obreros en ciudades industriales agrupadas entre sí por medio de congregaciones cooperativas y religiosas con economatos autofinanciados; de ese modo se rehuían a la vez los males del capitalismo y de la lucha de clases.
En 1823 viajó por España y publicó sus impresiones en Skizzen aus Spanien, Göttingen.
En la obra de la serie Skizzen / Bosquejos titulada "Madrid, Lisboa und die refugiados in London" se reﬁere a su relación con los emigrados liberales españoles en Londres, en especial con el editor valenciano Vicente Salvá. En un catálogo de este (1872, I, 249: ref. 680) se cita una obra suya editada en Berlín en 1844 en latín sobre el Romancero castellano, de la cual se editaron muy pocos ejemplares para regalar (De primitiva cantilenarum popularium epicarum, vulgo romances, apud Hispanos forma). Ciertamente el Romancero le interesaba mucho: en el Skizzen aus Spanien de 1828, donde habla bastante de la revolución liberal en España y se extiende no poco sobre Sierra Morena, Córdoba y la feria de Mairena, incorpora como único apéndice el romance ¡Ay de mi Alhama! incluyendo además su partitura musical.Otras obras suyas como hispanista incluyen Geschichte des Cid Ruy Diaz Campeador von Bivar (Bremen: J. G. Heyse, 1829), la colección de romances del Cid titulada Chronica del famoso cavallero Cid Ruydiez Campeador (Marburg: Bayrhoffer, 1844) y Spanisches Lesebuch (1832), una antología literaria bilingüe de poesía y prosa castellana.[cita requerida]

## Obras
- Guckkastenbilder und sonst Allerley aus Paris, en: Morgenblatt für die gebildeten Stände Nr. 205 (1819), Nr. 208 (1821), Nr. 212, Nr. 259
- De lingua et osse hyoideo pici viridis, Diss. Stuttgart 1821
- Skizzen aus Spanien, Göttingen, 1828-1833, varios vols.; el último es Madrid, Lisboa und die refugiados in London..., Bremen, 1833.
- Geschichte des Cid Ruy Diaz Campeador von Bivar: nach den Quellen bearbeitet, Bremen: J. G. Heyse, 1829.
- Spanisches Lesebuch. Auswahl aus der classischen Litteratur der Spanier in Prosa und in Versen nebst kürzen biografischen und literarischen Nachrichten und einem vollständingen Wörterbuch. Zum Gebrauch für Schulen und zum Privatunterricht..., Bremen: Druck und Verlag von Johann Georg Heyse, 1832 ("Pequeño teatro de elocuencia y poesía castellana: con breves noticias biográficas y literarias").
- Die neuromantische poesie in Frankreich und ihr verhältniss zu der geistigen entwickelung des französischen volkes, 1833.
- Jaime Alfonso genannt: el Barbudo. Skizzen aus Valencia und Murcia. Göttingen, Vandenhoeck und Ruprecht, 1833.
- Über Verwahrlosung und Rettung der Kinder, zunächst in Beziehung auf die Rettungsanstalt in Hamm bei Hamburg, en: Mecklenburgische Blätter. Herausgegeben zum Besten der Armen 1834/35, Nr. 24, 368–376, Nr. 25, 385–390, Nr. 26, 393–407
- Die englischen Universitäten. Eine Vorarbeit zur englischen Litteraturgeschichte, 2 Bde., Kassel 1839/1840
- Über die Elemente, die Möglichkeit oder Notwendigkeit einer konservativen Partei in Deutschland, Marburg 1841
- Chronica del famoso cavallero Cid Ruydiez Campeador, Marburg, Bayrhoffer, 1844.
- De primitiva cantilenarum popularium epicarum, vulgo romances, apud Hispanos forma... Berolini, Typis academicis, 1844.
- Woher die rechten Leute nehmen? en: Janus 1845 Bd. I, 69–108
- Dolores, Göttingen, Vandenhoeck und Ruprecht, 1845.
- Eindrücke und Betrachtungen eines Reisenden. (Aus Briefen an einen Freund.) Manchester. Das Proletariat, en: Janus 1845 Bd. II, 641–678, 705–727.
- Ueber innere Colonisation, Berlín: Wohlgemuth, 1846.
- Die Selbsthilfe der arbeitenden Klasse durch Wirtschaftsvereine und innere Ansiedlung, 1848 (anónimo)
- Die innere Mission als Sache der Kirche, en: Evangelische Kirchenzeitung Nr. 95 (1848), 937–944
- Concordia. Blätter der Berliner gemeinnützigen Baugesellschaft, Berlín 1849
- Innere Mission und Association. Eine Denkschrift an den Kirchentag von 1853, Berlín 1853
- Reisebriefe aus Belgien, Frankreich und England im Sommer 1854, 1855
- Sieben Briefe über englisches Revival und deutsche Erweckung, Frankfurt (Main) 1862.
- Das Wesen der Genossenschaft und ihre Bedeutung für die Innere Mission, en: Fliegende Blätter aus dem Rauhen Hause (1862), 353–365
- Erinnerungen an Fellenberg und Hofwil. Sonderdruck zum 200. Geburtstag Fellenbergs, aus der Berner Zeitschrift für Geschichte und Heimatkunde, Heft 1/1971 (Erstveröffentlichung 1867)